# Robert Ibáñez
Roberto Ibáñez Castro (Valencia, 22 de marzo de 1993), más conocido como Rober Ibáñez, es un futbolista español que juega de mediocampista en el Lamia F. C. de la Superliga de Grecia.

## Trayectoria

### Inicios
A los 6 años entró en la escuela del Valencia Club de Fútbol, el equipo de su vida. Con 8 años acudió con su familia, también valencianista, a presenciar en directo la final de la Liga de Campeones entre el Valencia y el Bayern de Múnich.[cita requerida]
Dio el salto al filial valencianista y empezó a ser uno de los futbolistas más destacados en la cantera, con un futuro prometedor que le llevó incluso a debutar con 18 años en un partido amistoso con el primer equipo frente a la U. D. Alzira el 27 de mayo de 2011.
La temporada 2012-13 fue un calvario para Robert porque sufrió una inoportuna lesión justo cuando empezaba a ser el centro de atención en el Valencia Mestalla, pero tras la recuperación siguió destacando y llegó a ser uno de los candidatos a finales de la temporada para dar el salto al primer equipo.
Hizo la pretemporada 2013-14 con el primer equipo a las órdenes del técnico Miroslav Djukic, pero seguía formando parte del equipo filial. Durante la temporada entró en varias convocatorias para encuentros de la Liga Europa, también con el técnico Juan Antonio Pizzi, sin llegar a debutar.

### Valencia C. F.
El verano de 2014 estuvo a las órdenes del nuevo técnico, Nuno Espírito Santo, y, además del ambicioso proyecto valencianista, el club también quiso apostar por jóvenes promesas de la cantera como Alcácer, Gayà, Carles Gil o el propio Rober. Se barajó la posibilidad de una cesión a otro club, pero el técnico portugués le pidió al jugador que se quedase porque iba a contar con él durante la temporada. y ya en la 2.ª jornada debutó oficialmente en Mestalla frente al Málaga C. F., el 29 de agosto de 2014, entrando en el minuto 81 sustituyendo a Feghouli. En total participó en 4 partidos de Liga y uno de Copa del Rey. En diciembre tuvo que ser ingresado en un hospital por una infección pulmonar que le impidió participar en el partido de vuelta de los dieciseisavos de final de Copa. Se le dio el alta y aprovechó las fechas navideñas para recuperarse y volver a las órdenes del técnico. En enero renovó su contrato con el club hasta 2018, con una cláusula de rescisión de 25 millones de euros, y se decidió que saliera cedido para tener más minutos.

#### Cesiones
Tras barajarse una posible cesión al Elche C. F.,[cita requerida] el 16 de enero de 2015 se hizo oficial su cesión en el mercado de invierno hasta el final de la temporada 2014-15 al Granada Club de Fútbol para poder disfrutar de minutos de juego y ayudar al equipo granadino a conseguir la permanencia en la máxima categoría. Solo dos días después, el 18 de enero, debutó como titular en el Vicente Calderón frente al Atlético de Madrid sin poder evitar la derrota de su equipo por 2-0. En su segundo partido con Granada, el 25 de enero, ya consiguió anotar su primer gol en Primera, fue en Riazor logrando el gol del empate 2-2 ante el Deportivo de La Coruña, en el debut del técnico Abel Resino. El Granada finalmente consiguió una salvación agónica, y en gran parte gracias a Rober que en sus apenas 17 partidos anotó 4 goles 
De cara a la temporada 2015-16 fue nuevamente cedido al Granada C. F. junto con su compañero Salva Ruiz, pero no disfrutó de continuidad ni de regularidad en su juego. Finalmente el club mantuvo la categoría y Rober participó en 18 partidos de Liga y 2 de Copa del Rey sin anotar ningún gol. 
Regresó a Valencia y, tras un verano en el que tuvo una lesión y apenas contó para el técnico Pako Ayestaran, el 31 de agosto de 2016 fue cedido al Club Deportivo Leganés, equipo que debutaba en la máxima categoría, para la campaña 2016-17. Su debut se produjo el 1 de octubre en la 7.ª jornada, entrando en el minuto 67 y dando en el 76 la asistencia del gol de la victoria 0-1 a su compañero Szymanowski. Participó en los minutos finales de las siguientes tres jornadas, pero en la 12.ª jornada, el 21 de noviembre, hizo su debut en el once titular ante su público en Butarque frente a C. A. Osasuna, y los dos goles de la victoria 2-0 fueron obra suya, pero en el minuto 86 sufrió una gravísima lesión que le mantuvo inactivo durante el resto de la temporada. Tuvo que ser operado por el Dr. Cugat de una lesión del ligamento cruzado anterior y del ligamento colateral interno de la rodilla derecha. Regresó a Valencia a recuperarse de la operación, y el enfrentamiento en Copa entre ambos clubes sirvió como homenaje y mensaje de apoyo al futbolista. En mayo de 2017 la recuperación de sus ligamentos sorprendían gratamente al Dr. Cugat.

#### Regreso
En la pretemporada 2017-18 siguió recuperándose de su grave lesión y durante la temporada fue poco a poco entrando en los entrenamientos del nuevo técnico Marcelino García Toral. Aun así no tenía ritmo de competición y no entró en convocatorias hasta finales de noviembre. Disputó 27 minutos el 30 de noviembre de 2017 en el partido de vuelta de dieciseisavos de final de la Copa frente al Real Zaragoza en Mestalla sustituyendo a Andreas Pereira, y no pudo tener un mejor estreno tras más de un año sin jugar al lograr marcar el tercer gol del equipo cuando tan solo llevaba cinco minutos sobre el terreno de juego. Fue su primer y único gol oficial con el primer equipo del club valencianista. A pesar de las buenas sensaciones siguió sin contar para el técnico, y al encontrarse en su último año de contrato se acordó una rescisión para que pudiese firmar por otro club, manteniendo el Valencia CF alguna opción de recompra o derecho de tanteo sobre el jugador.

### Getafe C. F. y cesión a Osasuna
A finales de diciembre de 2017 firmó un contrato con el Getafe Club de Fútbol, que decidió cederlo al Club Atlético Osasuna, que estaba en Segunda División, hasta el final de temporada. El |Valencia se guardó futuros derechos sobre el jugador.
Debutó el 14 de enero de 2018 en la victoria por 0-1 frente al Sevilla Atlético. Tuvo un par de lesiones musculares de escasa importancia, lo que le permitió tener mayor regularidad que le hizo terminar la temporada como uno de los fijos en el once titular. Su estreno como goleador fue el 25 de marzo en la victoria 0-2 frente al F. C. Barcelona "B", y el 6 de mayo marcó otro gol en la victoria 0-2 frente al Nàstic. En total participó en 17 partidos esta temporada con el Osasuna.
En la temporada 2018-19 regresó al club propietario de sus derechos, el Getafe Club de Fútbol de Primera División. No tuvo continuidad ni la confianza de José Bordalás, por tanto debutó con el equipo el 1 de octubre en los minutos finales ante el Celta en Balaídos, y siguió entrando en los últimos minutos de hasta 7 partidos en total en Liga, además de participar en 4 de Copa. Al contar tan poco con él prefirió buscar una salida en el mercado de invierno y su primera opción fue regresar a Osasuna.

### De vuelta a Osasuna y Leganés
El 29 de enero de 2019 el Club Atlético Osasuna anunció su regreso tras llegar a un acuerdo para su cesión hasta el final de la temporada con una opción de compra de 3,5 millones de euros. Su voluntad de volver al club rojillo fue clave en la negociación. El 3 de febrero volvía a jugar contra uno de sus exequipos, el Granada C. F. Siguió participando en el equipo de Jagoba Arrasate llegando a marcar en dos jornadas consecutivas: frente al C. D. Tenerife y frente al Extremadura U. D. El equipo finalmente logró el ascenso y se proclamó campeón de la categoría.
En verano de 2019 el C. A. Osasuna se hace con el fichaje del jugador por 2 millones de euros para afrontar su regreso a Primera División. Tuvo participación en las 8 primeras jornadas de Liga, marcando incluso un gol en la visita al Real Valladolid. Disputó más partidos como extremo por la izquierda que por la derecha. Una inoportuna lesión le hizo perderse 6 jornadas entre octubre y noviembre, pero en diciembre y enero volvió a tener participación tanto en Liga como en Copa, aunque con poca regularidad. Tras el parón de las competiciones por la pandemia de coronavirus no disputó más partidos por el club navarro por problemas físicos, por lo que participó solo en un total de 14 partidos de Liga y 4 de Copa.
En agosto de 2020 se hizo oficial su cesión por una temporada al C. D. Leganés, en lo que sería su segunda etapa en el club pepinero, incluyendo en el acuerdo una opción de compra obligatoria en caso de ascenso a Primera División. Esto no sucedió y regresó a Pamplona, pero el 11 de enero de 2022 inició su tercera etapa en la entidad madrileña tras llegar en una nueva cesión.

### Levante U. D. y Grecia
El 10 de agosto de 2022 puso fin a su etapa en C. A. Osasuna tras llegar a un acuerdo para rescindir su contrato. Ese mismo día se hizo oficial su fichaje por el Levante U. D. hasta 2024. Su etapa en el club finalizó en agosto de ese año después de ser despedido. Entonces estuvo sin equipo hasta que en enero se marchó a Grecia para jugar en el Lamia F. C.

## Clubes
| Club                    | País   | Año       |
| ----------------------- | ------ | --------- |
| Valencia C. F. Mestalla | España | 2011-2014 |
| Valencia C. F.          | España | 2014-2017 |
| Granada C. F. (cedido)  | España | 2015-2016 |
| C. D. Leganés (cedido)  | España | 2016      |
| C. A. Osasuna (cedido)  | España | 2018      |
| Getafe C. F.            | España | 2018      |
| C. A. Osasuna           | España | 2019-2022 |
| C. D. Leganés (cedido)  | España | 2020-2021 |
| C. D. Leganés (cedido)  | España | 2022      |
| Levante U. D.           | España | 2022-2024 |
| Lamia F. C.             | Grecia | 2025-     |